# Mezdra
Mezdra là một thị trấn thuộc tỉnh Vratsa, Bungaria. Dân số thời điểm năm 2011 là 10789 người.

## Dân số
Dân số trong giai đoạn 2004-2011 được ghi nhận như sau:
| Năm | 2004  | 2005  | 2006  | 2007  | 2008  | 2009  | 2010  | 2011  |
| --- | ----- | ----- | ----- | ----- | ----- | ----- | ----- | ----- |
| Dân số | 11598 | 11415 | 11330 | 11062 | 11015 | 10896 | 10769 | 10789 |
| From the year 1962 on: No double counting—residents of multiple communes (e.g. students and military personnel) are counted only once. |       |       |       |       |       |       |       |       |